# Burgess Glacier
Burgess Glacier är en glaciär i Antarktis. Den ligger i Östantarktis. Nya Zeeland gör anspråk på området. Burgess Glacier ligger 2 378 meter över havet.
Terrängen runt Burgess Glacier är kuperad åt sydväst, men åt nordost är den bergig. Trakten är obefolkad. Det finns inga samhällen i närheten.